# Marchampt
Marchampt település Franciaországban, Rhône megyében. Lakosainak száma 452 fő (2022. január 1.). Marchampt Beaujeu, Le Perréon, Quincié-en-Beaujolais, Saint-Didier-sur-Beaujeu és Claveisolles községekkel határos.

## Népesség
A település népességének változása:
| Lakosok száma | 441  | 448  | 464  | 462  | 463  | 459  | 457  | 455  | 452  |
|               | 2013 | 2015 | 2016 | 2017 | 2018 | 2019 | 2020 | 2021 | 2022 |